# 河合正朝
河合 正朝（かわい まさとも、1941年（昭和16年） - ）は、日本の美術史学者、慶應義塾大学名誉教授。専攻は日本中世・近世絵画史。

## 来歴
東京出身。1964年慶應義塾大学文学部哲学科美学美術史学専攻卒業。1971年慶應義塾大学大学院文学研究科哲学専攻博士課程単位取得満期退学。慶應義塾大学文学部助教授を経て、1988年教授。2007年定年退任、名誉教授。2012-21年千葉市美術館館長を務める。

## 著書
- 『河合正朝絵画史論集 上巻・下巻』 中央公論美術出版、2018年12月-2020年11月

### 解説・共編
- 『障壁画全集7 建仁寺』 武田恒夫共編、美術出版社、1968年
- 『日本美術絵画全集 第11巻 友松／等顔』集英社、1978年2月
- 『日本美術全集 第17巻 桃山の障屏画 永徳・等伯・友松』 脇坂淳共編、学習研究社、1978年4月
- 『花鳥画の世界二 水墨の花と鳥 室町の花鳥』金沢弘共編、学習研究社、1982年3月
- 『日本水墨名品図譜 第3巻 雪舟と友松』海老根聡郎ほか共編、毎日新聞社、1992年12月
- 『水墨画の巨匠 第4巻 友松』講談社、1994年7月。画集解説
- 『ドラッカー・コレクション珠玉の水墨画 「マネジメントの父」が愛した日本の美』監修. 編集:松尾知子,美術出版社, 2015.5

## 記念論文集
- 河合正朝教授還暦記念論文集刊行会編 『日本美術の空間と形式 河合正朝教授還暦記念論文集』 河合正朝教授還暦記念論文集刊行会、2003年9月